# Valerie Aurora
Pour les articles homonymes, voir Aurora.
Valerie Anita Aurora est une ingénieure en logiciel et une militante féministe. Elle est la cofondatrice de Ada Initiative, une organisation à but non lucratif qui cherche à accroître la participation des femmes au mouvement de la culture libre, à la culture et la technologie de l'open source.
Aurora est également connue au sein de la communauté Linux pour avoir préconisé de nouveaux développements dans les systèmes de fichiers sous Linux, notamment ChunkFS et le système de fichiers Union. Son nom de naissance est Val Henson, mais elle le change peu de temps avant 2009, en choisissant son deuxième prénom après l'informaticienne Anita Borg. En 2012, Aurora et la cofondatrice d'Ada Initiative, Mary Gardiner, sont nommées par SC Magazine parmi les personnes les plus influentes en matière de sécurité informatique. En 2013, elle remporte le prix O'Reilly Open Source.

## Jeunesse
Aurora est élevée au Nouveau-Mexique et fait ses études à la maison. Elle s’implique dans la programmation informatique lorsqu'elle assiste à la DEF CON en 1995. Elle étudie l'informatique et les mathématiques à l'Institut des mines et de la technologie du Nouveau-Mexique.

## Programmation
Elle s'intéresse d'abord aux systèmes de fichiers lorsqu'elle travaille sur ZFS en 2002 chez Sun Microsystems. Elle rejoint ensuite le groupe de Theodore Ts'o à IBM, où ils envisagent des extensions des systèmes de fichiers Linux ext2 et ext3. Pendant qu’elle travaille chez Intel, elle implémente le bit sale ext2 et le temps relatif. Avec Arjan van de Ven, elle a l'idée de ChunkFS, qui simplifie les contrôles du système de fichiers en divisant le système de fichiers en éléments indépendants. Elle co-organise également le premier atelier Linux sur les systèmes de fichiers afin de déterminer comment mieux faire connaître et collecter des fonds pour le développement de systèmes de fichiers. En 2009, elle travaille pour Red Hat en tant que développeuse de systèmes de fichiers, ainsi qu’écrivaine scientifique et consultante Linux à temps partiel.

## Ada Initiative
Déjà militante pour les femmes dans les sources ouvertes, elle rejoint Mary Gardiner et des membres du blog Geek Feminism pour élaborer des politiques anti-harcèlement dans les conférences après l'agression sexuelle de Noirin Shirley à la ApacheCon 2010. Aurora quitte son poste de développeuse de noyau Linux chez Red Hat et, avec Gardiner, fonde Ada Initiative en février 2011. L'organisation est nommée en l'honneur d'Ada Lovelace, qui a travaillé avec Charles Babbage et est considérée comme la première programmeuse informatique au monde. Deux ans plus tard, Aurora fonde Double Union (en), un hackerspace pour femmes, avec Amelia Greenhall (en) et Liz Henry (en) mais est interdit en 2018. Ada Initiative est fermée en octobre 2015.

## Égalité hommes-femmes
Entretenant un blog depuis 2007, Aurora écrit beaucoup sur le codage et les expériences des femmes en open source. Cela inclut des descriptions de DEF CON et du harcèlement qui y a lieu. En 2013, Aurora critique The Verge à propos de l'implication de la Electronic Frontier Foundation dans la défense juridique d'Andrew Auernheimer, emprisonné pour piratage informatique et qui a auparavant harcelé Kathy Sierra. Aurora déclare : « C’est un autre cas où ils disent 'Les cas qui nous intéressent sont ceux qui intéressent les hommes blancs. Nous sommes moins intéressés par la protection des femmes sur le Web' ». Jillian York, directrice de la liberté d'expression internationale de l'EFF, prend négativement ce commentaire.
En 2013, une autre controverse soulevée par Aurora est celle de Donglegate, dans laquelle Adria Richards, une participante à la PyCon est victime de harcèlement pour avoir rapporté une conversation entendue entre deux hommes assis à côté d'elle. Aurora condamne les menaces adressées à Richards et déclare qu'Anonymous, en utilisant un grand nombre d'ordinateurs, « fausse la pression sociale ». Lorsqu'on lui demande si le fait de renvoyer l'un des hommes incriminés est une réponse appropriée, elle répond qu'elle n'a pas assez d'informations pour le savoir. Deux ans plus tard, Aurora salue le ratio hommes-femmes chez PyCon et qualifie Guido van Rossum et la communauté Python de « plus grande réussite pour les femmes en open source ». Dans le même entretien, elle approuve la culture du site Web Tumblr et déclare que la fille de Linus Torvalds, Patricia, est un modèle positif.

## Voir également
- Ada Initiative